# ジャン＝ルイ・ド・ランビュール

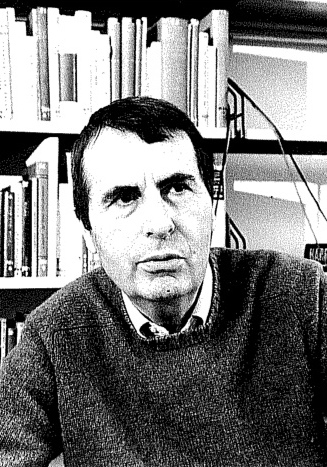
ジャン＝ルイ・ド・ランビュール

ジャン＝ルイ・ド・ランビュール（Jean-Louis de Rambures、1930年5月19日 - 2006年5月20日）は、フランスのジャーナリスト、作家、翻訳家、文化担当官。フランス語でのフルネームは、ジャン＝ルイ・ヴィコント・ド・ブレティゼル・ランビュール (Jean-Louis Vicomte de Bretizel Rambures)。

## 生涯
両親は、ブラジル出身の母、ルシール・カロジェーラと、フランスのピカルディ出身の父、グラーフ・ベルナール・デ・ブレティゼル・ランビュール。両親の母国語である、ポルトガル語とフランス語を学んだだけでなく、早くからドイツ語とドイツ文学にも触れ、後に翻訳家として大成功を収めた。トゥールーズとパリの高校を卒業後、両市の大学に通い、パリ政治学院で法学とドイツ語の学士号を取得、また、テュービンゲン（ドイツ、バーデン＝ヴュルテンベルク州）の大学で、ドイツ語文学を学んだ。1958年、月刊誌リアリティーズで働き始め、数多くの芸術家達、ヘルベルト・フォン・カラヤン、カールハインツ・シュトックハウゼン、ルキノ・ヴィスコンティなどについての記事を書いた。1968年以降は、美術誌コネッサンス・デ・ザール、レクスプレス、日刊新聞ル・モンドで、25年以上に渡って記事を書き続けた。
ジャーナリストとしての関心は、作家の仕事への取り組み方と、どのようにして文学が生まれるのかということに向けられていた。それゆえ数え切れないほどの作家達に接触を試み、ロラン・バルト、ジュリアン・グラック、ジャン＝マリ・ギュスターヴ・ル・クレジオ、エレーヌ・シクス、ヘルタ・ミュラー、エルンスト・ユンガー、トーマス・ベルンハルト、ギュンター・グラス、ハインリヒ・ベル、その他多くの作家達が対談会見に応じた。1978年に作家25人との対談を収録した代表作「Comment travaillent les ecrivains（作家の仕事部屋、訳書は下記）が出版された。
1970年代初頭より、ドイツ・ボンでフランスの文化担当官を務め、1975年にはフランス外務省文化課に勤務した。1987年と1995年の間に、初めにザールブリュッケン、その後フランクフルト・アム・マインで、フランス語学院の校長を務めた。翻訳家としても有名になり、とりわけ、パウル・ニゾンは彼を通して初めてフランス市民に知られるようになった。

## 賞歴
ジャン＝ルイ・デ・ランビュールは、芸術文化勲章、シュヴァリエ（騎士）を授与され、またドイツ連邦共和国一等功労十字章を受章した。

## 著者
- Comment travaillent les écrivains（パリ フラマリオン出版）Groupe Flammarion, 1978
  - 「作家の仕事部屋」、岩崎力訳、中央公論社、1979年5月／中公文庫、2023年7月